# Estasandre
Estasandre (en llatí Stasander, en grec antic Στάσανδρος) va ser un militar i sàtrapa nascut a Xipre i al servei d'Alexandre el Gran.
Encara que devia arribar a certa distinció no és esmentat en vida del rei. Apareix dos anys després de la seva mort, a la divisió de les províncies que es va fer a Triparadisos l'any 321 aC quan va obtenir les importants satrapies d'Aria i Drangiana on va succeir a Estasànor. En la guerra entre Èumenes de Càrdia i Antígon el Borni, va donar suport al primer al que es va unir amb totes les forces de què disposava, i va prendre part a la decisiva batalla de Gabiene. Després de la victòria d'Antígon va perdre la seva satrapia, que el vencedor va donar a Euitos, segons diu Diodor de Sicília.